# Haptische Täuschung
Eine haptische Täuschung ist eine Wahrnehmungstäuschung des Tastsinnes. Einige haptische Täuschungen benötigen eine aktive Berührung (Bewegung von Fingern oder Hand), wobei andere passiv (externe Stimulation die auf Haut drückt) geschehen. In den letzten Jahren wurde das Interesse bei Wahrnehmungsforschern größer, was zur Entdeckung neuer haptischen Täuschungen führte und deren Veröffentlichung in bekannten Medien. Haptische Täuschungen können analog, visuell oder auditiv sein, was suggeriert, dass die verschiedenen sensorischen Organe Informationen auf ähnliche Weise verarbeiten.
Bekannte haptische Täuschungen sind:
- Charpentiersche Täuschung: Größen-Gewichts-Täuschung
- Pinocchio-Illusion: Muskelirritation durch Vibrationen
- Aristotelische Täuschung: Zwei gekreuzte Finger reiben entlang des eigenen Nasenrückens.

## Beispiele
Es existieren viele verschiedene Beispiele von haptischen Täuschungen, wobei folgende bekannt sind:

### Passive haptische Täuschungen
- Eine der bekanntesten passiven haptischen Täuschungen ist die Cutaneous Rabbit Illusion, in welcher eine Reihe von Berührungen auf zwei verschiedene Stellen auf der Haut ausgeübt werden, was dazu führt, dass die Person weitere Berührungen im Zwischenraum wahrnimmt, obwohl dort gar keine Berührung stattfand.[2][3]
- Der Tau Effekt beschreibt das Phänomen, welches zeigt, dass wenn zwei gleiche Berührungen auf die Haut getätigt werden, eine Ungleichheit wahrgenommen werden kann, was mit dem Zeitabstand der Berührungen im Zusammenhang steht. Kleinere Abstände zwischen den zwei Berührungen führen dazu, dass man die Berührungen näher aneinander empfindet.[4] Das Phänomen findet auch visuell[5] und auditiv[6] statt.
- Der Kappa Effekt beschreibt das Phänomen, dass wenn Berührungen der Haut in regelmäßigem Abstand stattfinden, die Person trotzdem das Gefühl hat, dass die Abstände unregelmäßig stattfinden. Ein größerer räumlicher Abstand führt zur Verstärkung dieses Phänomens. Das Phänomen findet auch visuell[7][8] und auditiv[9] statt.
- Wenn eine Person die Augen geschlossen hält und ihre Arme ausstreckt und dann jemand mit seinem Finger von der Schulter in Richtung des Ellbogens streicht, kann die Person mit dem ausgestreckten Arm oft nicht korrekt sagen, wann der Finger beim Ellbogen ankommt.[10]

### Taktile haptische Täuschungen
- Wenn für ungefähr eine Minute eine Hand in kaltes Wasser und die andere Hand in heißes Wasser und danach beide Hände in lauwarmes Wasser gelegt werden, fühlt sich dieses heiß an für die Hand, die in kaltem Wasser lag, und kalt für die Hand, welche im heißen Wasser lag.
- Eine Person A liegt mit nach vorne gestreckten Armen auf dem Bauch und eine andere Person B hebt für eine Minute die Arme von A ungefähr einen Meter über den Boden, während A die Augen geschlossen hält und den Kopf hängen lässt. Wenn dann die Arme von A langsam Richtung Boden bewegt werden, bekommt A das Gefühl, dass die Arme sich unter das Höhenniveau des restlichen Körpers bewegen.

### Weitere Beispiele
- Wenn während des Essens eine Person Essen mit einer Textur in einer Hand hält und Essen mit einer anderen Textur im Mund hat, fühlen die meisten Personen die Frische und Feste durch beide durch.
- Wenn eine Person lange auf dem Meer unterwegs war, kann es sein, dass die Bewegung der Wellen immer noch wahrgenommen werden kann, wenn die Person wieder an Land ist.
- Wenn eine Person lange eine Mütze getragen hat, kann das Gefühl der Mütze auch nach dem Ablegen noch gefühlt werden.